# Góry Hesko-Frankońskie
Góry Hesko-Frankońskie (niem. Hessisch-Fränkisches Bergland) lub system górski Odenwaldu, Spessartu i Südrhönu (niem. Odenwald, Spessart und Südrhön) – makroregion fizycznogeograficzny składający się z gór niskich i pogórzy będących północną krawędzią Basenu Szwabsko-Frankońskiego (niem. Südwestdeutschen Stufenlande). Składa się z gór Odenwaldu, Spessartu i południowych pogórzy Rhönu (Südrhön). Najwyższym szczytem jest Katzenbuckel (626 m n.p.m.) w Odenwaldzie.

## Geografia
Jest to silnie zalesiony, pagórkowaty obszar, gdzie wysokości względne dochodzą do 300 m, a w mających charakter przełomów dolinach Menu i Neckaru oraz na strefie krawędziowej Niziny Górnoreńskiej, przekraczają 400 m. Wysokości bezwzględne wahają się między około 100 m n.p.m. wzdłuż Niziny Górnoreńskiej do 626 m n.p.m. (Katzenbuckel).
Góry Hesko-Frankońskie stanowią północno-zachodnią krawędź Basenu Szwabsko-Frankońskiego. Od południa i wschodu graniczą z Wyżyną Meńsko-Neckarską. Od zachodu gwałtownie opadają ku Nizinie Górnoreńskiej. Najmniej precyzyjna jest północna granica regionu z Pogórzem Heskim, jako że Südrhön (dosł. „Południowy Rhön”) orograficznie jest południowym podgórzem wulkanicznego Rhönu, jednak geologicznie stanowi część Gór Hesko-Frankońskich i całego Basenu Szwabsko-Frankońskiego. 
Dla ochrony przyrody i krajobrazu powołano narodowy geopark krajobrazowy Bergstraße-Odenwald oraz kilka parków krajobrazowych, liczne rezerwaty przyrody i obszary chronionego krajobrazu. Istnieje gęsta sieć szlaków turystycznych, liczne atrakcje przyrodnicze i zabytki.
Największe miasto to Heidelberg, a w bezpośredniej okolicy także Darmstadt, Fulda, Heilbronn, Mannheim i Würzburg.